# Fundamental
Fundamental és el setzè disc del grup de pop electrònic Pet Shop Boys; va ser publicat al mes de maig de 2006 al seu segell discogràfic de sempre, EMI.
Chris Lowe i Neil Tennant van confirmar amb aquest àlbum el retorn a les seves arrels musicals que ja havien insinuat amb l'edició de Disco 3, aparegut tres anys abans; té molts més punts en comú amb Very o Nightlife que amb Release, el seu anterior disc de material completament nou. Així, els arranjaments són principalment electrònics i ballables.
Líricament, Fundamental ha estat descrit com "el disc més polític dels Pet Shop Boys", i algunes de les seves cançons parlen de diversos aspectes de política internacional: "I'm with stupid", per exemple, satiritza la cooperació entre Tony Blair i George W. Bush; el seu esperit satíric encara va fer-se més explícit en el seu vídeo, on actors del programa "Little Britain" caricaturitzaven els mateixos Pet Shop Boys. "Psychological" i "Luna Park" tracten les conseqüències de la política de guerra contra el terrorisme internacional arran dels atemptats de l'11 de setembre de 2001, i "Indefinite leave to remain" és un altre comentari sobre la immigració, com "London" (inclòs a Release).
Musicalment, el disc és remarcable per la cooperació de Trevor Horn a la producció (com ja havia fet quasi vint anys enrere amb "Left to my own devices"). Els resultats són especialment constatables en temes com la irònica peça "Minimal", amb una lletra esquemàtica i "minimalista" sobre una gran varietat d'arranjaments melòdics i rítmics.
Un altre aspecte destacable de Fundamental és la cançó "Numb", escrita per a ells per l'autora Diane Warren. Fou escrita l'any 2003, i originàriament Lowe i Tennant havien pensat d'incloure-la com una de les peces noves de la seva recopilació PopArt.
L'àlbum va aparèixer en una edició limitada que incloïa un segon CD, anomenat "Fundamentalism", amb diverses remescles i una versió del tema "In private", cantada a duet amb Elton John (la versió original havia estat composta per a la cantant nord-americana Dusty Springfield i publicada el 1989).

## Temes

### 0 0946 3 62859 1
1. Psychological — 4:10
2. The Sodom and Gomorrah show — 5:19
3. I made my excuses and left — 4:53
4. Minimal — 4:21
5. Numb — 4:43 (Diane Warren)
6. God willing — 1:17
7. Luna Park — 5:31
8. I'm with stupid — 3:24
9. Casanova in hell — 3:13
10. Twentieth century — 4:39
11. Indefinite leave to remain — 3:08
12. Integral — 3:53

### Fundamentalism
1. Fugitive (Richard X extended mix) — 6:06
2. Sodom (Trentemøller remix) — 7:24
3. Psychological (Alter Ego remix) — 7:13
4. Flamboyant (Michael Mayer Kompakt mix) — 7:58
5. I'm with stupid (Melnyk Heavy Petting mix) — 6:07
6. In private (Stuart Crichton club mix) (amb Elton John) — 5:07
7. Minimal (Lobe remix) — 4:47
8. Gomorrah (Dettinger remix) — 5:39
9. I'm with stupid (PSB maxi-mix) (edició japonesa) — 8:12
10. Minimal (Tiga's M-I-N-I-M-A-L remix) (edició japonesa) — 5:40
11. The Sodom and Gomorrah show (demo version) (iTunes bonus track) — 5:02
12. I'm with stupid (demo version) (iTunes bonus track) — 3:38

Totes les cançons foren compostes per Lowe/Tennant menys on s'especifiqui una altra cosa.

## Senzills
- Psychological (versió instrumental) (Desembre de 2005).
- I'm with stupid / Girls don't cry / The resurrectionist (8 de maig de 2006)
- Minimal / In private / Blue on blue / No time for tears (24 de juliol de 2006)
- Numb / Party song / Bright young things / Psychological (16 d'octubre de 2006)